# Hyla immaculata
Hyla immaculata o Dryophytes immaculatus es una especie de anfibios de la familia Hylidae. Es endémica de China.
Sus hábitats naturales incluyen bosques templados, zonas templadas de arbustos, praderas templadas, ríos, pantanos, lagos intermitentes de agua dulce, marismas de agua dulce, corrientes intermitentes de agua, pastos, jardines rurales, open excavations y tierras de irrigación. Está amenazada de extinción por la destrucción de su hábitat natural.